# CSKA Sofia
CSKA Sofia (bulgariska: Centralen sporten club na Armiyata) är ett sportsällskap i Sofia, Bulgarien, som bildades den 5 maj 1948 som Septemvri pri CDV, efter sammanslagning av två klubbar, Chavdar och Septemvri. Därefter har klubben flera gånger bytt namn innan CSKA antogs 1989. 
Historiskt blev klubben känd som bulgariska arméns sportklubb. 1992 blev klubbens sektioner självstyrande, och de främsta banden blev därefter den historiska kopplingen samt användandet av Balgarska Armiya-staidon. Det finns dock ett samarbetssällskap mellan klubbarna Förenade sportklubbarna CSKA. 
Klubbens sektioner är fotboll, basket, volleyboll, tennis, brottning, friidrott, ishockey, schack, gymnastik, handboll, taekwondo, boxning, cykel, tyngdlyftning och judo.

## Sektioner
Bland de större sektionerna finns:
- PFC CSKA Sofia, fotboll
- PBC CSKA Sofia, basket
- PHC CSKA Sofia, ishockey
- VK CSKA Sofia, volleyboll